# Legaliana
Legaliana Van Vooren – rodzaj grzybów z rodziny kustrzebkowatych (Pezizaceae).

## Charakterystyka
Askokarp typu apotecjum. Jest skórzaste, miseczkowate, kubkowate lub krążkowate, beztrzonowe, o barwie brązowej, czerwonobrązowej, oliwkowobrązowej, fioletowawej lub czarnofioletowej. Miąższ bez mleczka, ale zawierający wodnisty sok. Worki z wieczkiem, 8-zarodnikowe, wyrastające z pastorałek, w odczynniku Melzera górna część ich ścian ciemnieje. Wstawki zawierają w wakuolach brązowawy lub oliwkowobrązowy pigment, często występujący także na ich zewnętrznej powierzchni w górnej części. Askospory z dwoma gutulami, czasami nierównej wielkości, pokryte nieregularnymi brodawkami, często wydłużonymi lub grzebieniami, czasami tworzącymi sieć lub niekompletną siateczkę.
Grzyby naziemne, saprotroficzne lub ektomykoryzowe.

## Systematyka i nazewnictwo
Pozycja w klasyfikacji według Index Fungorum: Pezizaceae, Pezizales, Pezizomycetidae, Pezizomycetes, Pezizomycotina, Ascomycota, Fungi.
Gatunki występujące w Polsce:
- Legaliana badia (Pers.) Van Vooren 2020 – tzw. kustrzebka brunatna[3]
- Legaliana badiofuscoides (Donadini) Van Vooren 2020[4]
- Legaliana limnaea (Maas Geest.) Van Vooren 2020[4]

Nazwy naukowe na podstawie Index Fungorum. Wykaz gatunków i nazwa polska według M.A. Chmiel i innych.